# Pasta Poiatti

Poiatti SPA ou mais simplesmente Poiatti, é uma empresa de fabricação de Massa italiana com sede em Sicília.

## História
Domenico Poiatti, nascido em 1921, em 1940 deixou Pian D'Artogne para o serviço militar. Chega a Mazara del Vallo e se apaixona de Eleonora, uma garota local.
Domenico leva a sua pequena família a seu natal Pian D'Artogne; aqui trabalha no antigo molino de seu tio, alimentado por água, que muele milho e castañas secas, mas Poiatti regressou a Mazara em 1946. Domenico abre uma loja de alimentos, depois compra uma pequena fábrica de massa artesanal que se converteu na empresa actual.

## Produção
Hoje, Poiatti produz 100 formas de massa com trigo siciliano, desde sêmola de trigo duro até ovo, desde produtos elaborados com bronze até Cuscús.

## Plantas, empregados e facturação
Poiatti SPA tem planta em Sicília, em Mazara del Vallo, e 60 empregados.

## Distribuição
Em Itália, a massa Poiatti é comercializada e distribuída directamente pela empresa. No mercado estrangeiro (Europa, Estados Unidos, Canadá, Austrália e Brasil) a distribuição é gerida por sócios locais.